# Ekotyp

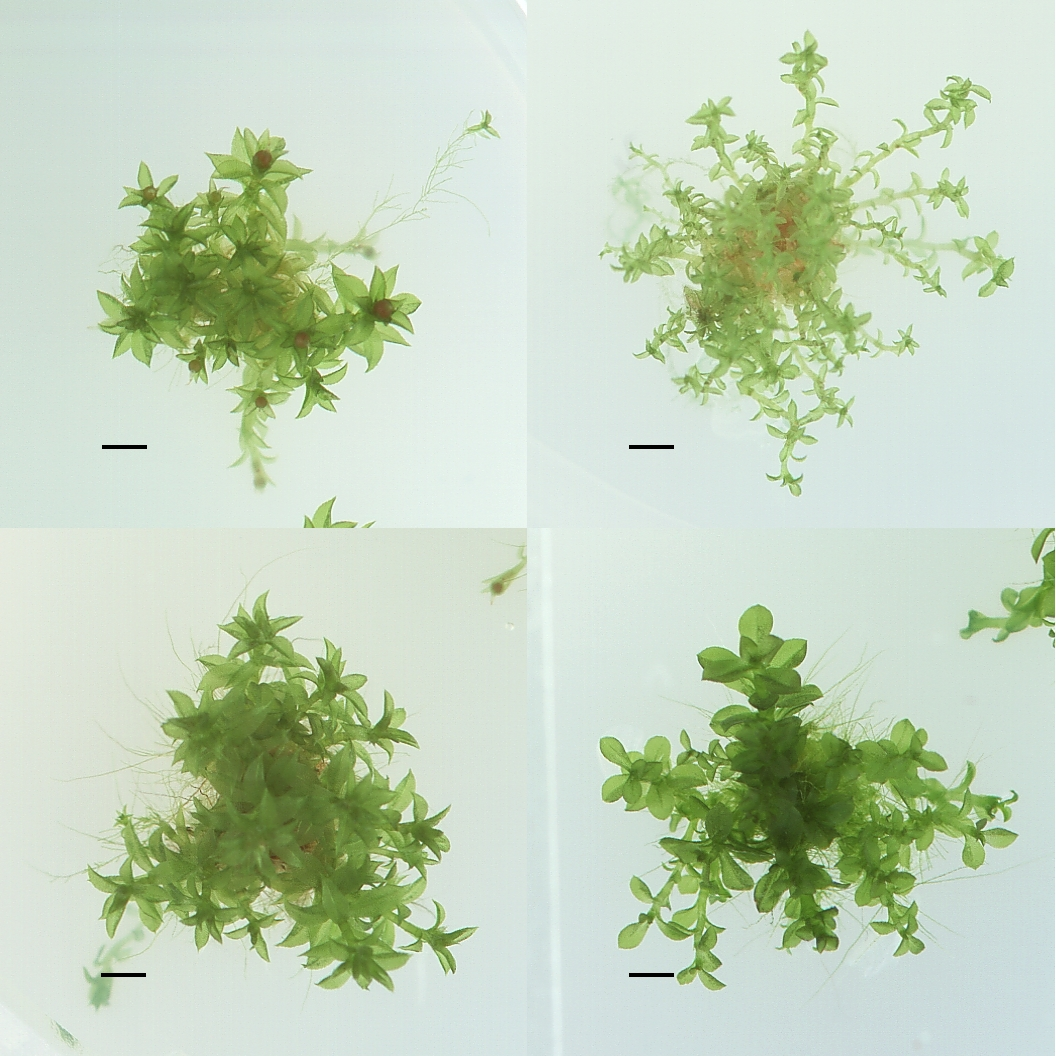
Różne ekotypy Physcomitrella patens

Ekotyp, rasa ekologiczna – forma w obrębie gatunku roślin lub zwierząt, która tworzy populację (lub grupę populacji) posiadającą zestaw cech charakterystycznych dla danego środowiska, wykształcony w wyniku ewolucji. Cechy wyróżniające ekotyp wykształcają się w szczególności pod wpływem zmienności środowiska, która powoduje dostosowanie populacji do danych warunków siedliskowych.